# Радио-телевизија Црне Горе
Радио-телевизија Црне Горе (РТЦГ) је национални јавни сервис Црне Горе. Под данашњим именом ради од 1991. Финансира се из државног буџета, а у оквиру РТЦГ функционишу Радио Црне Горе (РЦГ) и Телевизија Црне Горе (ТВЦГ). Од 2006. РТЦГ је пуноправни члан Европске радиодифузне уније.

## Историја
Прва радио-станица у југоисточној Европи покренута је 1904. године у Црној Гори. Године 1914. радио-станица је уништена од стране Аустроугарске. Дана 27. новембра 1944. године успоставља се Радио Цетиње који ће касније постати Радио Титоград, а данас функционише под називом Радио Црне Горе. За почетак рада Телевизије Титоград сматра се 4. мај 1964. када је у Дневнику Телевизије Београд приказана репортажа припремљена у црногорској редакцији. Од 1971. године почиње цјелодневно емитовање телевизијског програма из студија у Титограду.

## Логои
- 1964—1981.
- 1981—1991.
- 1991—2006.
- 2006—2012.
- 2012—2024.

Радио-станице
- РЦГ
- Радио 98

Телевизијске станице
- ТВЦГ 1
- ТВЦГ 2
- ТВЦГ 3
- ТВЦГ МНЕ